# 早川幹夫
早川 幹夫（はやかわ みきお、1894年（明治27年）4月18日 - 1944年（昭和19年）11月11日）は、日本の海軍軍人。最終階級は海軍中将。

## 経歴
広島県出身。早川亀太郎の息子として生れる。海兵のほか陸軍士官学校（28期）を受験し陸士も合格している。1916年11月、海軍兵学校（44期）を卒業し、翌年12月に海軍少尉任官。海軍水雷学校高等科で学んだ後、「第18号駆逐艦」（苅萱）乗組、「野風」水雷長、水雷学校教官などを経て、1928年12月、海軍大学校（甲種26期）を卒業。
「蔦」駆逐艦長、第3戦隊参謀、水雷学校教官、第2艦隊参謀、海軍省教育局第2課局員、横須賀鎮守府付、水雷学校教官、連合艦隊参謀などを経て、1936年12月、博義王付武官となる。1937年、第二次上海事変に際し博義王が第3駆逐隊司令として出征、9月25日、黄浦江にて作戦中、乗艦の駆逐艦「島風」が中国軍の射撃を受けて、博義王と共に戦傷を受けた。その後、横須賀鎮守府付、給油艦「洲埼」艦長、「能登呂」艦長、第28駆逐隊司令、第2駆逐隊司令などを歴任し、太平洋戦争開戦時は水雷学校教頭であった。
1942年4月、第8艦隊旗艦となる「鳥海」艦長として出征。第8艦隊は同年8月8日夜半、第1次ソロモン海戦を戦い、米重巡4隻を撃沈し同1隻を大破させる快勝を演じた。早川は、「鳥海」が被弾し損傷しているにもかかわらず、余勢を駆って再度ルンガ泊地へ反転し敵輸送船団を攻撃するよう意見具申した。しかし第八艦隊司令長官三川軍一中将は、敵空母の存在と揚陸作業後のカラ船との心中を懸念し、未明のうちに戦場離脱を指示したため、本来の目的である揚陸中の敵輸送船団を撃ち漏らす結果となった。先任参謀神重徳大佐は三川中将を主要幕僚では唯一かばって「（反転攻撃により戦域離脱が遅れれば）敵空母の追跡を受ける危険性が大である」と擁護した。
1943年3月、「山城」艦長に転出し、同年8月「長門」艦長となり、同年11月に海軍少将に進級。第2水雷戦隊司令官となり、座上していた旗艦「島風」がオルモック湾海戦において1944年11月11日に撃沈された際に早川も戦死し、海軍中将に進級した。

## 親族
- 息子 早川純生（サッカー選手）・小林忠生（サッカー選手）
- 兄 小林躋造（海軍大将）
- 義兄弟 新見政一（海軍中将）・馬場正郎（陸軍中将）